# タカハシパール
株式会社タカハシパールは、兵庫県神戸市中央区山本通1丁目に本拠を置き、真珠および宝飾品の加工、卸販売を行う老舗企業である。日本における真珠加工の元祖藤堂安家による創設。特にアコヤガイ産真珠の調色技術は業界内でも高く評価されており、ネックレスの連相の良さと均質で上品な仕上がりには定評がある。指輪や細工用に使用される片穴や南洋真珠も全サイズを取りそろえるなど、数多い神戸の真珠会社の中でも現在でも中心的な存在である。。

## 概要
1921年（大正10年）創業の神戸を地盤とする老舗の真珠加工販売業者。創業者は高知県宿毛市出身の藤堂安家。真珠漂白のアイデアを思いつき成功。従兄弟とともに合資会社を興したのが始まり。その後、安家の死後、娘婿である高橋真助が独立し、現在の神戸・北野の地にて兄弟とともに合名会社「高橋兄弟商会」を興す。旧組織であるタカハシパール株式会社時代から「加工」のタカハシパールと謳われ、常に神戸の真珠加工販売会社として中心的存在であった。2011年12月5日に、旧・タカハシパール株式会社から現・株式会社タカハシパールに経営譲渡され、現在に至る。
また旧タカハシパール株式会社の副社長の高橋洋三はあこや真珠の美しさを伝得る目的でNPO法人「ひと粒の真珠」を立ち上げている。

### 海外展開
日本の真珠は、その品質が世界最高水準であるために、世界各国からも日本にバイヤーらが集まってくるが、タカハシパールでも、海外のバイヤーをはじめ輸出業者を対象とした輸出業務に関して積極的であり、相手国のニーズや情報収集のための輸出担当者の海外派遣を行うことで、そこから得た情報を元に商品準備を開始し、取引先のニーズにこたえる商品作りを目指している。商品は主にヨーロッパ、アメリカ、アジア諸国などに輸出されるが、品質の高さが評価され多くのリピーターを獲得している。

## 沿革
- 1879年(明治12年) - 創業者の藤堂安家が高知県宿毛市に誕生。
- 1915年（大正5年） - 藤堂安家が予土真珠の大株主となる。
- 1920年（大正9年） - 宿毛湾を大水害が襲来、安家は全財産を失い、さらに負債を被る。
- 1921年（大正10年） - 安家は神戸に拠点を移し様々な商売を試みるがことごとく失敗。
- 1922年（大正11年） - 春頃、偶然に真珠漂白のアイデアがひらめき成功。従兄弟とともに合資会社を設立。真珠加工業を本格開始。
- 1924年（大正13年） - 真珠加工業が本格的に軌道に乗り始める。「現代の錬金術」とも評される。
- 1945年（昭和20年） - 第二次世界大戦中は休業していたが、終戦年に安家死去。
- 1949年（昭和24年） - 安家の娘婿であった高橋真助が独立。現在の神戸・北野のにて兄弟で合名会社「高橋兄弟商会」を興す。これ以後、真珠業界全体の成長とともには輸出産業として急激に業績を伸ばす。その後、長男利栄（1955年）、次男英二（1961年）、三男洋三（1967年）が入社。
- 1968年（昭和43年） - 真珠の過剰生産から、相場が暴落。真珠業界が不況に突入。
- 1969年（昭和44年） - トップ交代。長男の利栄が代表に就き、真助が相談役へ。
- 1975年（昭和50年） - 真珠価格が安定し始め、不況から脱出。
- 1981年（昭和56年） - 神戸ポートピア'81の開幕に合わせ、本社社屋を新築。
- 1984年（昭和59年） - 1月、高橋兄弟商会の真珠部門を「タカハシパール株式会社」として分離独立、長男利栄、次男英二、三男洋三がそれぞれ代表取締役会長、代表取締役社長、取締役副社長に就任する。また伊勢支社が開設される。
- 1994年（平成6年） - 宇和島支社が開設される。
- 1995年（平成7年） - 東京営業所が開設される。震災後すぐに社内に「モノづくり会議」が設置される[3]。
- 2000年（平成12年） - 高橋真助死去。享年93歳。
- 2011年12月15日 - 不況により経営難となった旧・タカハシパール株式会社から株式会社タカハシパール(資本金800万円（後に1,950万円に増資、神戸市中央区山本通1-6-20、代表 森田佳子）に経営譲渡。現在に至る[6][7]。その後、森田雅人が代表取締役社長に就任[2]。

## 特色
藤堂安家、高橋真助のシミ抜き技術（真珠漂白）は抜きん出ていたといわれ、そのモノづくりにかける精神が現在まで受け継がれている。あこや真珠の調色技術は業界内でも一目置かれている。設立当初は輸出用商品、昭和60年以降には国内市場向け加工卸に注力、平成元年からは真珠宝飾品部門への進出を行う。1980年代の第1回の国際宝飾展が千葉・幕張で開催されたが、初回から毎年、参加し展示会の方法を習得。その後、バブルの崩壊に、阪神・淡路大震災が重なり、業界は大きな痛手を受けるが乗りきる。特にメーカーとしての特色を強く意識し、企業のある程度的を絞った「売れる商品」作り戦略を実行。この分野では他社に負けないという製品作りを目指していた。

### 主要商品
- アコヤ真珠
- 南洋真珠
- 黒蝶真珠
- 真珠関係宝飾品

## 藤堂安家
高知県宿毛市生まれのタカハシパールの創業者で日本における真珠加工術の元祖。大正期に真珠の加工染色技術を確立（1922年）、これをきっかけに神戸の北野町に真珠加工の会社が次々と創立され、これがパールストリートの始まりといわれる。その後、神戸が昭和期に入ってからの真珠業界の発展と海外の市場との流通の拠点となった。
商品的ハーフ・パールの製造工程は独自の技術であり、その方面でも元祖であった。真円形真珠養殖が発達し、生産品が流通した当時の商品真珠は、関係者の手によって完全に選別された傷やシミのないものだったために、市場で高値が付いた。ところが、残された多数の除外品の処分問題が発生する。当時海外でも、しみ抜き技術は開発されていなかったが、1922年（大正11年）の春に、藤堂による、過酸化水素水の活用によるシミ抜き技術の開発により解決された。
藤堂の実家は、明治初期に屋号を「油屋」または「やまみ」と名乗るよろず屋であったが、当主の利七の先祖は川之江の豪族で、伊予の宇和島城に藤堂高虎が居を構えたころの豪族であった。明治維新に藤堂一族は土佐に定着し武家商法を行い、利七は漁村の者らを相手にしたよろず屋経営を始めた。一族は土地の有力な基盤を有していたため信望が厚く、近郷一円に油屋の存在は知られるところとなる。

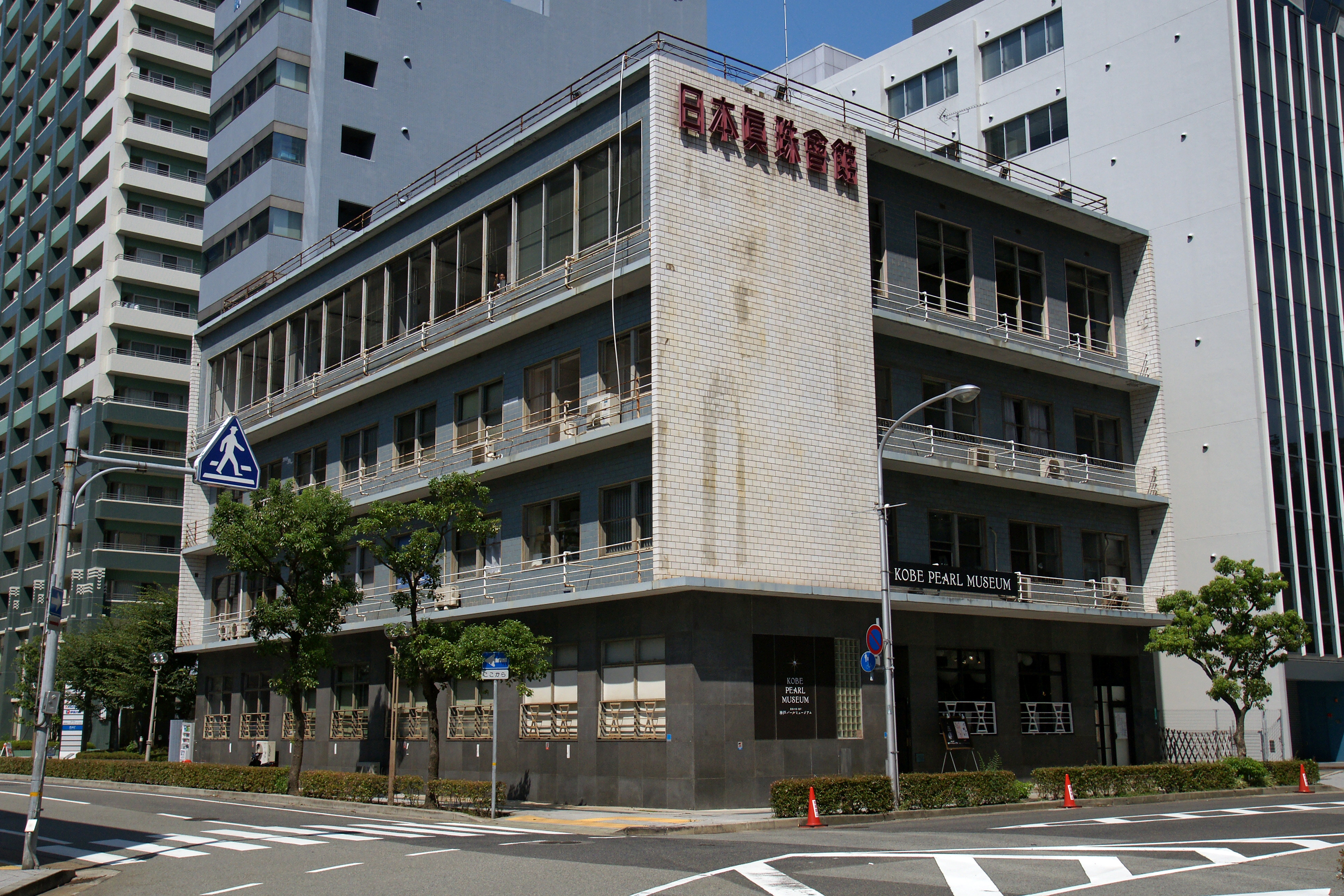
日本の真珠加工の先駆者として藤堂安家が紹介されている、神戸パールミュージアム（日本真珠会館）

安家が15歳の頃に、三重県鳥羽方面では御木本幸吉が半径真珠の養殖を手掛けていた。安家は家業を手助けしながら成人し、22歳の頃には、政治に足を入れていく。第4次伊藤内閣の農商務大臣の林有造と接触。秘書のような存在となる。1913年（大正2年）以降、藤田昌世が西川藤吉発明の真円真珠養殖法を使い宿毛湾や御荘湾で試験養殖を秘密裏に行い、世界初の真円真珠養殖真珠を生産し大阪では空前の相場が形成されたと世界の真珠史にも記録されている。この際に安家の親譲りの全財産が林有造の資本とともに投入されたのが1915年（大正4年）。真珠会社「予土真珠会社」の大株主として参加していた。空前の成功の後、会社は増資し、安家も大金を再投入した。が、1920年（大正9年）に宿毛湾を襲った未曾有の水害と土砂崩れにより、養殖場と施設は壊滅的な打撃を受け、水泡と化した。安家は自活の道を求め、単身大阪へ出る。
その後大阪で、様々な事業を始めるが失敗。従兄弟の中山幸一（中山真珠商会の祖）と真珠のシミ抜き技術の話題になる。安家は日蓮宗の熱心な信者でもあったため、毎月、付近にあった「野瀬の妙見」へ土佐から呼び寄せた娘・三代子の手を引いて参拝した。ある日、妙見からの帰り道に、安家の脳裏に「何としてもオキシフルでやってみたい」というひらめきがあり、通り道の三省堂薬局でひと瓶のオキシフルを買い求めた。1922年（大正11年）春のことであった。
自宅で様々な方法でオキシフルを使った実験が繰り返され、ついにシミ珠が白やピンクになる手法を開発。予土真珠時代からの藤田昌世や従兄弟の中山幸一らと合資会社小富士商会を創設。社長に長男藤堂利三郎を据え、自らは会社を補佐した。これが日本における真珠加工会社の元祖となる。

## 主要取引先
- 全国真珠養殖漁業協同組合連合会
- 愛媛県漁業協同組合連合会
- 愛媛真珠組合

## 所在地
- 本社：兵庫県神戸市中央区山本通[1]

- 宇和島支社： 宇和島市弁天町1丁目5番20号[1]

- 伊勢支社：伊勢市楠部市字奥乙278-8[2]

## 参考サイト
- 神戸ものづくり企業情報 株式会社タカハシパール
- 宇和島真珠販売業組合加盟の各ショップ情報（株）タカハシパール
- ひょうご経済　第80号　＜企業の今＞ タカハシパール株式会社
- 日本真珠輸出加工協同組合
- MARKET NEWSLINE 2011年12月19日付